# M. S. 스와미나탄
망콤부 삼바시반 스와미나탄(영어: Mankombu Sambasivan Swaminathan, 1925년 8월 7일 ~ 2023년 9월 28일)은 M. S. 스와미나탄(M. S. Swaminathan)이라는 이름으로 알려져 있는 인도의 생물학자, 농학자, 식물 유전학자, 행정가, 인도주의자이다. 스와미나탄은 녹색 혁명의 세계적인 지도자로 여겨진다. 그는 인도에서 생산성이 높은 품종의 밀과 쌀을 도입하고 더 발전시키는 리더십과 역할로 녹색 혁명의 주요 설계자로 불린다. 인도의 농민들과 다른 과학자들과 함께 대중 운동을 주도하고 공공 정책의 지원을 받은 노먼 볼로그와의 협력적인 과학적 노력은 1960년대 인도와 파키스탄을 기근과 같은 특정한 상황에서 구했다. 필리핀에 위치한 국제 쌀 연구소의 소장으로서 그의 지도력은 1987년에 농업 분야의 노벨상이라고 부르는 1번째 세계 식량상을 수상하는 데에 중요한 역할을 했다. 유엔 환경 프로그램은 그를 '경제 생태학의 아버지'라고 불렀다.
스와미나탄은 감자, 밀, 쌀과 관련된 세포유전학, 전리방사선, 방사선 감수성과 같은 분야의 기초 연구에 기여했다. 그는 퍼그워시 회의와 국제 자연 보전 연맹의 회장을 역임했다. 그는 1999년에 마하트마 간디, 라빈드라나트 타고르와 함께 미국의 시사 잡지인 타임이 선정한 "20세기 가장 영향력 있는 아시아인 20인" 명단에 이름을 올린 인도인 3명 가운데 한 사람이기도 하다. 스와미나탄은 샨티 스와루프 바트나가르상, 막사이사이상, 알베르트 아인슈타인 세계 과학상을 포함한 수많은 상과 명예를 받았다. 그는 2004년에 인도의 농업 시스템을 개선하기 위한 광범위한 방법을 제안한 인도 국가농민위원회의 위원장을 맡았다. 그는 자신의 이름을 딴 연구 재단의 설립자이기도 하다. 그는 1990년에 '영구적으로 관련된 생태학적 해가 없는 생산성'에 대한 자신의 비전을 설명하기 위해 '상록 혁명'이라는 용어를 만들었다. 그는 2007년부터 2013년까지 한 번의 임기 동안 라지야 사바(인도 상원) 의원으로 지명되었다. 그는 재임 기간 동안에 인도의 여성 농부들을 인정하는 법안을 상정했지만 무산되었다.

## 생애와 경력

### 생애 초반과 교육
스와미나탄은 1925년 8월 7일에 인도 제국 마드라스 관구(현재의 인도 타밀나두주) 쿰바코남에서 태어났다. 그는 케랄라주 알라푸자구에서 온 일반 외과 의사인 M. K. 삼바시반과 파르바티 탕가말 삼바시반의 둘째 아들이었다. 11세 시절에 아버지가 사망한 이후에 어린 스와미나탄은 아버지의 동생에 의해 보살핌을 받았다.
스와미나탄은 지역 고등학교에서 교육을 받았고 15세 시절에 쿰바코남에 위치한 가톨릭 리틀 플라워 고등학교에서 입학 허가를 받았다. 그는 어린 시절부터 농업에 종사하면서 농부들과 교류했다. 그의 대가족은 쌀, 망고, 코코넛을 재배했고, 나중에 커피와 같은 농작물로 확장했다. 그는 날씨와 해충이 소득 뿐만 아니라 농작물에 미칠 수 있는 재앙을 포함하여 농작물 가격의 변동이 그의 가족에게 미치는 영향을 보았다.
스와미나탄의 부모는 그가 의학을 공부하기를 원했다. 그러한 마음에 스와미나탄은 고등교육을 동물학에서 시작했다. 하지만 제2차 세계 대전 시기에 일어난 1943년 벵골 기근, 인도 아대륙 전체에서 일어난 쌀 부족 사태의 영향을 목격한 그는 인도가 충분한 식량을 확보하도록 자신의 삶을 바치기로 결심한다. 그의 집안 배경과 의학과 공학이 훨씬 더 권위 있는 것으로 여겨졌던 시대에 속함에도 불구하고 그는 농업을 선택하게 된다.
그는 케랄라주 티루바난타푸람에 위치한 마하라자 칼리지(현재의 케랄라 대학교 산하 유니버시티 칼리지 티루바난타푸람)에서 동물학 학사 학위를 취득했다. 그 후 1940년부터 1944년까지 마드라스 대학교(마드라스 농업대학, 연재의 타밀나두 농업대학교)에서 공부하여 농업과학 학사 학위를 취득했다. 이 기간 동안에 그는 농업학 교수인 코타 라마스와미로부터도 가르침을 받았다.
1947년에는 유전학과 식물 번식을 연구하기 위해 뉴델리에 위치한 인도 농업 연구소에 합류했다. 그는 1949년에 세포유전학에서 높은 우수성과 함께 대학원 학위를 취득했다. 그의 연구는 감자에 대한 특별한 관심을 가지고 감자아속에 초점을 맞췄다. 그는 사회적 압력으로 인해 인도의 공무원 시험에 경쟁하게 되었고 이 시험을 통해 인도 경찰청에 선발되었다. 하지만 같은 시기에 네덜란드에서 유네스코 유전학 연구회 형태로 농업 분야에 기회가 생겼는데 이를 계기로 유전학을 선택하게 된다.

### 네덜란드와 유럽
그는 8개월 동안 네덜란드 유전학 연구소, 바헤닝언 농업대학교에서 유네스코 연구원으로 활동했다. 제2차 세계 대전 중 감자에 대한 수요는 오래된 작물 윤작(돌려짓기)의 편차를 초래했다. 이것은 간척지와 같은 특정 지역에서 감자씨스트선충의 침입을 야기했다. 스와미나탄은 추운 날씨 뿐만 아니라 이러한 기생충에 대한 복원력을 제공하기 위해 유전자를 적응시키는 일을 진행했는데 이러한 취지의 연구는 성공을 이룩했다. 이념적으로 이 대학교는 식량 생산과 관련하여 그가 인도에서 진행한 과학적 추구에 영향을 미쳤다. 이 기간 동안에 그는 전쟁으로 폐허가 된 독일에서 막스 플랑크 협회 산하 식물 육종 연구소를 방문하기도 했다. 이는 나중에 그에게 깊은 영향을 미쳤다. 그는 10년 후에 독일 국민들이 독일의 기반 시설과 에너지에서 변화를 만들었다는 사실을 목격했다.

### 영국
스와미나탄은 1950년에 케임브리지 대학교 농업학교 산하 식물사육연구소에서 공부하기 위해 이주했다. 그는 1952년에 "감자의 특정 종에서 종 분화 및 다배체의 특성"이라는 논문으로 철학 박사 학위를 취득했다. 그는 다음 크리스마스에서 인도의 전직 공무원인 프랭크 러가드 브레인과 함께 1주일 정도 머물렀는데 그가 인도 시골에서 가진 경험은 그의 말년에 큰 영향을 미쳤다.

### 미국
스와미나탄은 15개월 동안 미국에서 생활했다. 그는 위스콘신 대학교 매디슨 산하 유전학 연구소에서 미국 농무부 산하 감자 연구소를 설립하는 데에 도움을 주기 위해 박사후연구원 과정을 수락했다. 당시 연구소에서는 노벨상 수상자인 조슈아 레더버그가 교수진에 있었다. 그의 전문위원 과정은 1953년 12월에 만료되었다. 레더버그는 스와미나탄에게 교수직을 제안했으나 거절당했는데 그 이유는 스와미나탄이 계속해서 인도에서 변화를 만들겠다는 목표를 갖고 있었기 때문이다.

### 인도

1968년 7월 17일에 인도에서 '밀 혁명'을 기념하기 위하여 발행한 우표. 이 우표는 밀 줄기, 인도 농업 연구소(IARI), 밀 생산량 증가를 보여주는 히스토그램을 묘사하고 있다.

그는 1954년 초에 인도로 돌아왔다. 그의 전문 분야에는 직업이 없었고 3개월이 지나서야 전직 교수를 통해 커트택에 있는 오디샤주 쿠타크에 위치한 중앙 쌀 연구소에서 임시로 보조 식물학자로 일할 기회를 얻었다. 그는 쿠타크에서 크리슈나스와미 라미아에 의해 시작된 인디카-자포니카 쌀 잡종화 프로그램에 참여했다. 이러한 노력은 그의 밀에 대한 향후 연구에 영향을 미쳤다. 반년 후인 1954년 10월에 뉴델리에 위치한 인도 농업 연구소에 세포유전학자 보조로 입사했다. 스와미나탄은 인도의 70%가 농업에 의존하고 있던 시기에 인도가 외국에서 식량을 수입하는 것에 비판적이었다. 인도에서는 가뭄과 기근과 같은 상황이 더욱 심화되고 있었다.
스와미너탄과 노먼 볼로그는 인도를 여행하고 일본 품종과 함께 사육될 멕시코 왜소 품종의 밀을 위한 물자를 보냈다. 초반 실험은 결과가 양호했다. 그 작물은 수확량이 많고 품질이 좋으며 질병이 없었다. 농부들은 수확량이 많은 새로운 품종을 채택하는 것을 주저했다. 스와미나탄의 1964년에 거듭된 요청에 따라 소규모 시험 품종을 심는 자금을 받았고 1헥타르에 총 150개의 시험 품종을 심었다. 결과는 유망했고 농부들의 걱정은 줄어들었다. 인도의 조건에 더 잘 맞도록 실험실의 곡물에 더 많은 수정이 가해졌다. 새로운 밀 품종은 파종되었고 1968년 생산량은 1,700만 톤으로, 지난 수확량보다 5백만 톤이 더 많았다.
노먼 볼로그는 1970년에 노벨상을 수상하기 직전에 스와미나탄에게 다음과 같이 썼다.
녹색 혁명은 팀의 노력이었고 그러한 눈부신 발전에 대한 많은 공로는 인도의 공무원, 단체, 과학자, 그리고 농부들에게 돌아가야 합니다. 하지만 스와미나탄 박사님, 멕시코 왜소 품종의 잠재적인 가치를 인식하는 것은 우선 큰 공로가 되어야 합니다. 만약 이것이 일어나지 않았다면 아시아에 녹색 혁명이 일어나지 않았을 가능성이 큽니다.

인도의 녹색 혁명은 인도의 농업학자, 유전학자인 구르데브 쿠시와 딜바그 싱 아트왈이 기여했다. 인도 정부는 1971년에 인도가 식량 생산에서 자급자족 상태에 들어갔다고 선언했다. 인도와 스와미나탄은 이제 음식, 기아, 영양에 대한 접근과 같은 다른 심각한 문제들을 다룰 수 있게 되었다. 그는 1954년부터 1972년까지 인도 농업 연구소에서 근무했다.

### 행정가 겸 교육자
스와미나탄은 1972년에 인도 농업 연구 위원회의 사무총장과 인도 정부의 비서로 임명되었다. 1979년에는 인도 정부의 고위직인 수석 비서관으로 임명되었다. 다음 해에 그는 기획위원회로 옮겨졌다. 그는 인도 농업 연구 위원회 사무총장으로서기술적 소양을 추구했고 이를 위해 인도 전역에 센터를 설립했다. 이 시기의 가뭄은 그가 가난한 사람들을 영양실조로부터 보호하기 위한 목적으로 날씨와 농작물 패턴을 관찰하기 위한 그룹을 형성하도록 이끌었다. 그가 2년간 기획위원회로 자리를 옮긴 결과 인도의 5개년 계획에 처음으로 여성과 개발과 관련된 환경이 도입되었다.
스와미나탄은 1982년에 필리핀에 위치한 국제 쌀 연구소에서 아시아 최초의 총국장이 되었다. 그는 1988년까지 그곳에 있었다. 그가 이곳에 머무는 동안 기여한 것 가운데 하나는 "쌀 농사 시스템의 여성들"에 관한 국제 회의를 개최한 것이었다. 미국에 본부를 둔 여성 개발 협회는 이를 바탕으로 스와미나탄에게 "여성 개발 통합에 대한 탁월한 기여"에 대한 첫 상을 수여했다. 총국장으로서 그는 쌀 농사의 각 부분에 가치를 부여하는 것에 대한 인식을 쌀 농사를 짓는 가족들에게 퍼뜨렸다. 국제 쌀 연구소에서의 그의 지도력은 그에게 수여된 1번째 세계 식량상에 중요한 역할을 했다. 1984년에는 국제자연보전연맹 회장과 세계야생생물기금 부회장이 되었다.
그는 1987년에 1번째 세계 식량상을 수상했다. 그가 받은 상금은 M. S. Swaminathan 연구 재단을 설립하는 데에 사용되었다. 이 상을 수상하면서 스와미나탄은 식량 생산의 증가에도 불구하고 증가하는 배고픔에 대해 설명했다. 그는 "힘과 자원"을 공유하는 것에 대한 두려움과 굶주림이 없는 세상의 목표는 여전히 미완성이라고 말했다. 하비에르 페레스 데 케야르, 프랭크 프레스, 로널드 레이건 등 주요 인사들은 그의 노력을 인정했다.
스와미나탄은 볼로그에 이어 세계식량상 선정위원회 위원장을 맡게 되었다. 그는 1950년대 후반부터 인도 농업연구위원회에서 세포유전학, 방사선유전학, 돌연변이 번식을 가르쳤다. 스와미나탄은 볼로그-루언 국제 인턴십의 일환으로 수많은 볼로그-루언 인턴들을 지도해왔다.

### 시설 구축
스와미나탄은 인도 농업 연구소에 원자력 연구소를 설립했다. 그는 인도의 반건조 열대 국제 작물 연구소, 이탈리아의 국제 식물 유전 자원 위원회, 케냐의 국제 농림 연구 위원회의 설립과 홍보에 역할을 했다. 또한 중국, 베트남, 미얀마, 태국, 스리랑카, 파키스탄, 이란, 캄보디아의 여러 기관을 건설하고 개발하는 데에 도움을 주었다.

### 만년

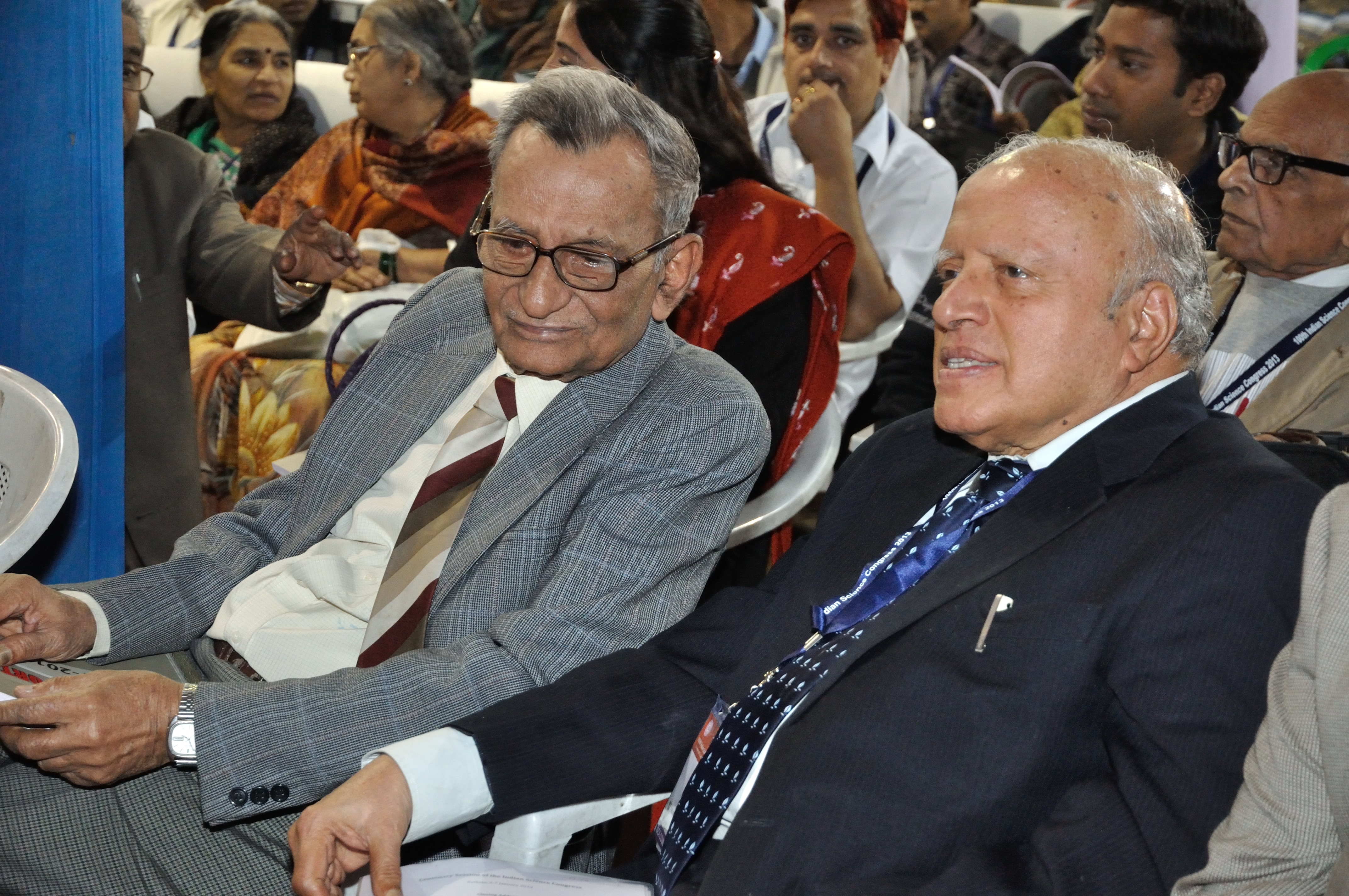
2013년에 열린 제100회 인도 과학 대회에서 인도 세포학의 아버지로 여겨지는 A. K. 샤르마(왼쪽)와 스와미나탄(오른쪽)이 한 자리에 앉아 있다.

스와미나탄은 2002년부터 2005년까지 기아 퇴치를 위한 유엔 밀레니엄 프로젝트의 공동 의장을 맡았으며 2002년부터 2007년까지 퍼그워시 회의의 의장을 맡았다. 브루스 앨버트 미국 국립 과학 아카데미 회장은 2005년에 스와미나탄에 대해 "80세가 된 M. S. 스와미나탄은 젊은 시절의 모든 에너지와 이상주의를 유지하고 있다. 그는 지구상의 수백만 명의 동료 인간들로부터 계속해서 좋은 행동과 더 많은 이상주의를 영감을 주고 있다. 그것에 대해 우리 모두는 감사함을 느낀다."고 말했다. 스와미나탄은 2007년까지 기아가 없는 인도를 목표로 삼았다.
그는 2004년에 구성된 인도 국가농민위원회의 위원장을 맡았다. 2007년에는 압둘 칼람 대통령이 스와미나탄을 라지야 사바(상원) 의원으로 지명했다. 스와미나탄은 재임 기간 동안에 《2011년 여성 농민 권리 법안》을 발의했지만 부결되었다. 이 법안이 제안한 목표 가운데 하나는 여성 농부들을 인정하는 것이었다.
스와미나탄에 의해 만들어진 용어인 상록 혁명은 녹색 혁명의 지속적인 영향을 바탕으로 인류가 필요로 하는 지속 가능한 생산성의 지속적인 증가를 다루는 것을 목표로 한다. 그는 그것을 "영구적인 생산성"이라고 표현했다.
그는 말년에 정보 격차 해소 및 기아와 영양 분야 의사 결정자에게 연구 제공과 관련된 이니셔티브에 참여하기도 했다.

### 사생활과 죽음
M. S. 스와미나탄은 1951년에 영국 케임브리지 대학교에서 공부하던 도중에 미나 스와미나탄과 결혼했다. 이들 부부는 타밀나두주 첸나이에 거주했다. 그들에게는 3명의 딸이 있는데 소아과 의사인 수미아 스와미나탄, 경제학자인 마두라 스와미나탄, 젠더 및 농촌의 발전 연구가인 니티아 스와미나탄이다.
간디와 라마나 마하르시는 그의 삶에 영향을 미쳤다. 스와미나탄의 가족은 자신들이 소유했던 농지 2,000에이커 가운데 1/3을 비노바 바베의 사업에 기부했다. 그는 2011년에 가진 인터뷰에서 자신이 어렸을 때에 스와미 비베카난다를 따랐다고 말했다.
M. S. 스와미나탄은 2023년 9월 28일에 첸나이에 위치한 자택에서 향년 98세를 일기로 사망했다.

## 과학 분야에서의 경력

### 감자
1950년대에는 감자의 기원과 진화 과정에 대한 스와미나탄의 설명과 분석이 큰 기여를 했다. 그는 그것의 기원을 자동 4배체와 세포 분열 행동으로 설명했다. 배수체와 관련된 그의 발견은 또한 중요했다. 1952년에 스와미니탄이 발표한 논문은 "감자의 특정 종에서 종 분화 및 다배체의 특성"과 관련된 그의 기초과학 연구에 기반을 두었다. 그러한 영향은 야생 종에서 재배된 감자로 유전자를 옮기는 더 큰 능력이었다.
감자에 대한 그의 연구를 가치 있게 만든 것은 새로운 감자 품종의 개발에 그것이 실제로 적용되었다는 것이다. 그는 위스콘신 대학교에서 박사후 과정을 이수하면서 서리에 강한 감자를 개발하는 데 도움을 주었다. 생산성을 높이는 데 중요한 요소인 수확량과 성장을 좌우하는 유전적 특성을 포함한 감자에 대한 그의 유전자 분석은 중추적이었다. 체계 이론을 통한 그의 다학제적인 관점은 많은 다른 유전적 측면들을 결합시켰다.

### 밀
1950년대와 1960년대 사이에 스와미나탄은 육배체 밀의 세포유전학에 대한 기초 연구를 진행했다. 스와미나탄과 볼로그가 개발한 밀과 쌀의 품종은 녹색 혁명의 기초가 되었다.

### 쌀
더 나은 광합성과 물 사용을 가능하게 하는 탄소 고정 능력을 가진 C4 식물 형식을 띤 쌀을 재배하기 위한 노력은 스와미나탄이 이끄는 국제 쌀 연구소에서 시작되었다. 스와미나탄은 세계 최초의 고수익 바스마티 개발에도 역할을 했다.

### 방사선식물학
스와미나탄이 이끄는 인도 농업 연구소 유전학과는 돌연변이원 연구로 세계적으로 유명했다. 그는 방사선 돌연변이를 연구하기 위해 '코발트-60 감마 정원'을 세웠다. 스와미나탄과 호미 J. 바바, 비크람 사라바이, 라자 라마나, M. R. 스리니바산 및 기타 인도의 핵과학자들은 농업 과학자들이 뭄바이 교외의 트롬베이에 위치한 원자력 시설(나중에 바바 원자력 연구 센터가 됨)에 접근할 수 있도록 허용했다. 스와미나탄의 첫 박사 과정 학생인 A. T. 나타라잔은 이러한 방향으로 논문을 집필했다. 그러한 연구의 목표 가운데 하나는 비료에 대한 식물의 반응성을 높이고 작물 돌연변이의 실제 적용을 입증하는 것이었다. 방사선이 세포와 유기체에 미치는 영향에 대한 스와미나탄의 초기 기초 연구는 부분적으로 미래 산화환원 생물학의 기반을 형성했다.
루디 라빙게는 1966년에 미국에서 열린 국제 원자력 기구 회의에서 발표된 농업에서의 중성자선에 관한 스와미나탄의 논문을 "에포크 메이킹"이라고 명명했다. 스와미나탄과 그의 동료들의 연구는 식품 조사와 관련이 있었다.

## 대중적 인지

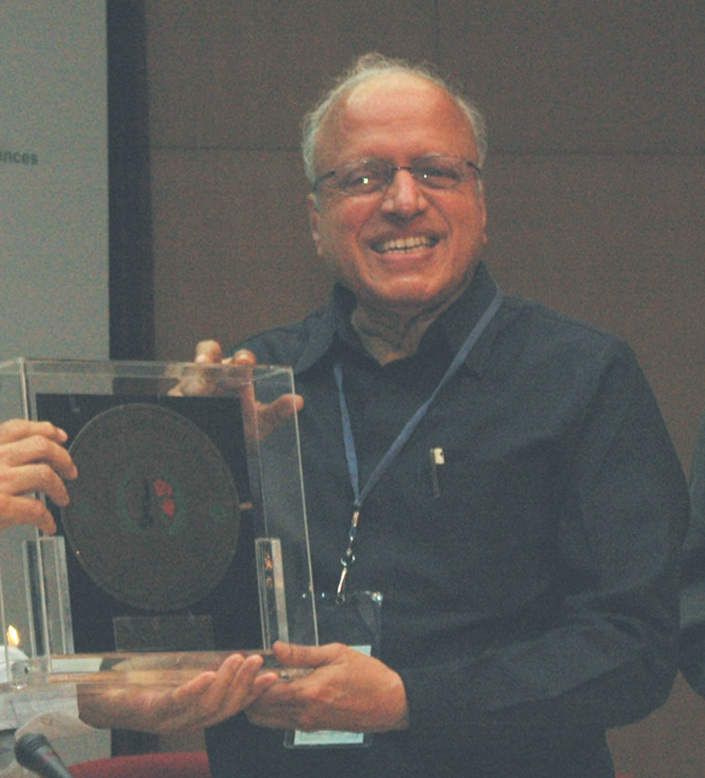
스와미나탄은 2006년에 인도 농업 과학자의 이름을 딴 B. P. 팔 100주년 상을 수상했다.

### 상과 명예
스와미나탄은 1965년에 체코슬로바키아 과학 아카데미로부터 그레고어 멘델 기념 메달을 받았다. 그는 막사이사이상(1971년), 알베르트 아인슈타인 세계 과학상(1986년), 세계 식량상(1987년), 타일러 환경성취상(1991년), 4개의 자유상(2000년), 국제지리연합 지구인류메달(2000년)을 비롯한 국제적인 상과 명예를 받았다. 그는 막사이사이상을 수상하면서 "배고픈 사람은 이성과 종교에 귀를 기울이지 않으며 어떤 기도에도 굽히지 않는다."라는 루키우스 안나이우스 세네카의 말을 인용했다.
그는 필리핀 황금심장훈장, 프랑스 농업훈장, 네덜란드 황금방주훈장, 캄보디아 사하메트레이 왕실 훈장을 받았다. 중국은 그에게 "환경과 개발에 관한 국제 협력상"을 수여했다. 미국 아이오와주 디모인에 위치한 노먼 볼로그 홀에는 250,000개의 유리 조각으로 만든 스와미나탄의 작품이 전시되어 있다. 국제 쌀 연구소는 그의 이름을 딴 건축물과 장학 기금을 명명했다.
그가 받은 인도의 1순위 전국상 가운데 하나는 1961년에 받은 샨티 스와루프 바트나가르 상이었다. 그 뒤를 이어 인도의 4위, 3위, 2위 민간상인 파드마 슈리, 파드마 부샨, 파드마 비부샨, H K 피로디아상, 랄 바하두르 샤스트리 국가상, 인디라 간디상을 수상했다. 그는 2002년 당시에 28개의 국내상과 24개의 국제상을 받았다. 2016년에 발간된 《바이오테크 익스프레스》에 따르면 그는 33개의 국내상과 32개의 국제상을 수상했다고 전했다. 2004년에는 인도의 한 농업 싱크탱크가 스와미나탄의 이름을 따서 매년 수여하는 상을 '농업 리더십에 대한 상'으로 명명했다.

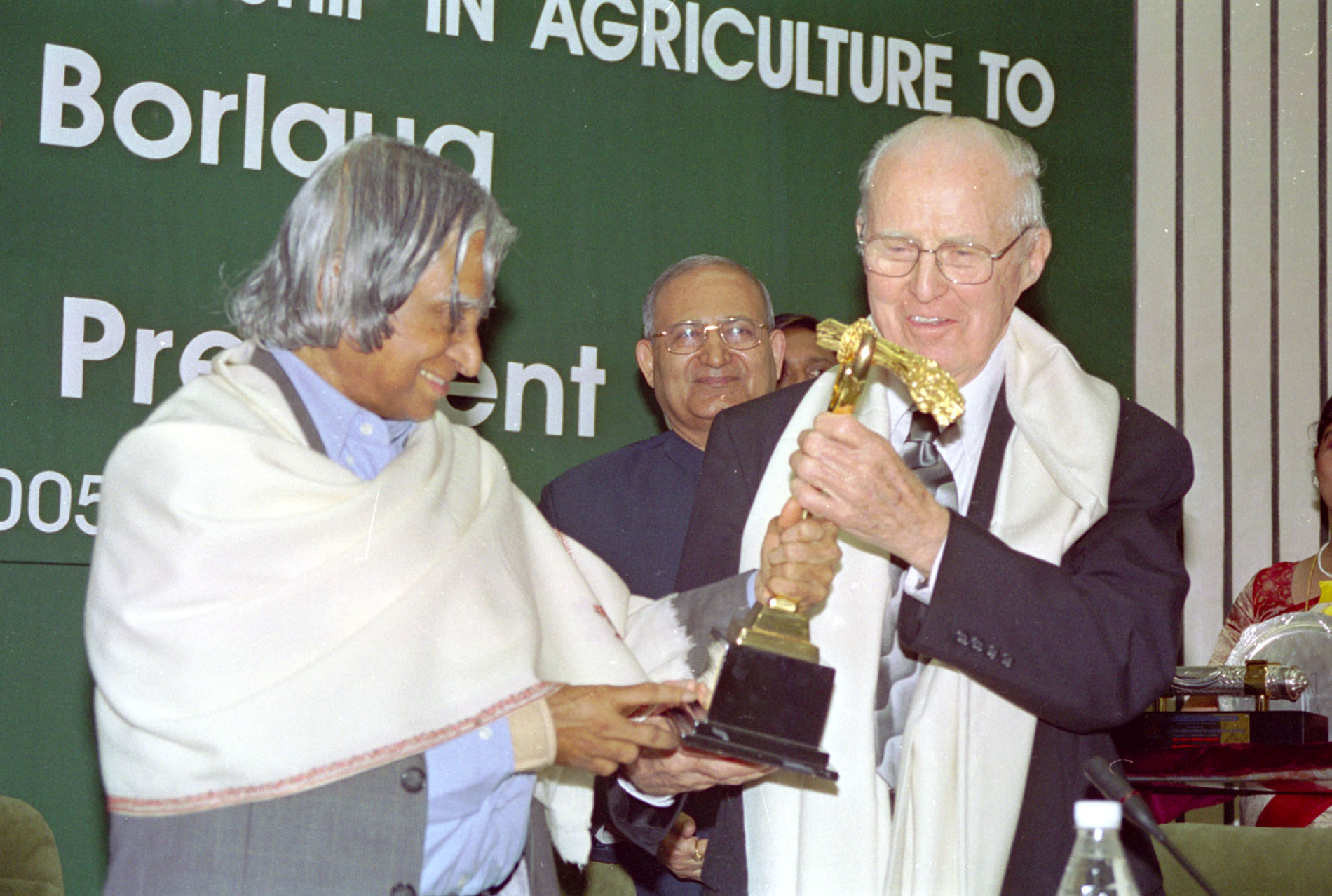
노먼 볼로그가 2005년에 인도 뉴델리에서 압둘 칼람 인도 대통령이 지켜보는 가운데 제1회 스와미나탄 농업 리더십상을 받고 있다.

### 명예박사 및 교수, 학회 회원
그는 84개의 명예박사 학위를 받았으며 수많은 박사 학위를 받은 학자들의 안내원이었다. 사르다르 파텔 대학교는 1970년에 그에게 명예박사 학위를 수여했고 델리 대학교, 바나라스 힌두 대학교 등이 그 뒤를 이었다. 국제적으로는 베를린 공과대학교(1981년)와 아시아 공과대학교(1985년)가 그를 기렸다. 위스콘신 대학교는 1983년에 스와미나탄에게 명예박사 학위를 수여했다. 보스턴에 위치한 매사추세츠 대학교는 그에게 명예과학박사 학위를 수여하면서 "국가별, 사회·경제적 집단별, 성별, 세대 간, 그리고 인간과 자연 환경 모두를 포함한 (스와미나탄의) 관심사에 대한 엄청난 포괄성"에 대해 언급했다. 케임브리지 대학교 피츠윌리엄 칼리지는 2014년에 그에게 식물학 박사 학위를 수여하고 명예교수 칭호를 부여했다.
스와미나탄은 인도의 여러 학회에서 회원으로 선출되었다. 국제적으로는 미국, 영국, 러시아, 스웨덴, 이탈리아, 중국, 방글라데시 및 유럽 예술 과학 아카데미를 포함한 전 세계 30개 과학 및 사회 아카데미에서 회원으로 인정받았다. 그는 세계과학아카데미의 창립 회원이기도 하다. 페루 국립 농경대학교는 그에게 명예 교수직을 수여했다.

## 출판물
스와미나탄은 1950년부터 1980년까지 46편의 단일 저자 논문을 발표했다. 그는 총 254편의 논문을 저술했으며 그 중 155편은 그가 단독 또는 제1저자였다. 그의 과학 논문은 작물 개선(95편), 세포유전학과 유전학(87편), 계통발생학(72편) 분야에 있다. 그의 논문이 게재된 출판물은 인도 유전학 저널(46편), 커런트 사이언스(36편), 네이처(12편), 방사선 식물학(12편)이었다. 수록된 간행물은 다음을 포함한다.
- Swaminathan, M.S. (1951년). “Notes on induced polyploids in the tuber-bearing Solanum species and their crossability with Solanum tuberosum.”. 《American Potato Journal》 28: 472–489. doi:10.1007/BF02854980. S2CID 38717901.
- Howard, H. W.; Swaminathan, M. S. (1953년). “The cytology of haploid plants of Solanum demissum”. 《Genetica》 (영어) 26 (1): 381–391. doi:10.1007/BF01690622. ISSN 0016-6707. PMID 13142313. S2CID 39650946.
- Swaminathan, M. S.; Hougas, R. W. (1954년). “Cytogenetic Studies in Solanum verrucosum Variety Spectabilis”. 《American Journal of Botany》 41 (8): 645–651. doi:10.2307/2438291. ISSN 0002-9122. JSTOR 2438291.
- Swaminathan, M. S. (1954년 1월 1일). “Nature of Polyploidy in Some 48-Chromosome Species of the Genus Solanum, Section Tuberarium”. 《Genetics》 (영어) 39 (1): 59–76. doi:10.1093/genetics/39.1.59. ISSN 0016-6731. PMC 1209637. PMID 17247468.
- Swaminathan, M. S. (1955년 11월). “Overcoming Cross-Incompatibility among some Mexican Diploid Species of Solanum”. 《Nature》 (영어) 176 (4488): 887–888. Bibcode:1955Natur.176..887S. doi:10.1038/176887b0. ISSN 1476-4687. S2CID 4266064.
- Swaminathan, M. S. (1956년 9월). “Disomic and Tetrasomic Inheritance in a Solanum Hybrid”. 《Nature》 (영어) 178 (4533): 599–600. Bibcode:1956Natur.178..599S. doi:10.1038/178599b0. ISSN 1476-4687. S2CID 4298507.
- Swaminathan, M. S.; Murty, B. R. (1959년 11월 1일). “Aspects of Asynapsis in Plants. I. Random and Non Random Chromosome Associations”. 《Genetics》 (영어) 44 (6): 1271–1280. doi:10.1093/genetics/44.6.1271. ISSN 0016-6731. PMC 1224432. PMID 17247892.

또한 그는 자신의 인생에서 있었던 작업, 생물 다양성, 그리고 기아 완화를 위한 지속 가능한 농업의 일반적인 주제에 대한 몇 권의 책을 썼다. 스와미너탄의 저서, 논문, 대화, 연설은 다음과 같다.
- Swaminathan, M. S.; Kochhar, S. L. (2019년). 《Major Flowering Trees of Tropical Gardens》 (영어). Cambridge University Press. ISBN 978-1-108-48195-3.
- Swaminathan, M. S. (2017년). 《50 Years of Green Revolution: An Anthology of Research Papers》 (영어). World Scientific. ISBN 978-981-320-007-4.
- Swaminathan, M. S. (2014년). “EDITORIAL: Zero hunger”. 《Science》 345 (6196): 491. doi:10.1126/science.1258820. JSTOR 24745192. PMID 25082671. S2CID 206560890.
- Swaminathan, M. S. (2011년). 《In Search Of Biohappiness: Biodiversity And Food, Health And Livelihood Security》 (영어). World Scientific. ISBN 978-981-4462-56-3.
- Swaminathan, M. S. (2010년). 《Science and Sustainable Food Security: Selected Papers of M S Swaminathan》 (영어). World Scientific. ISBN 978-981-4282-11-6.
- Swaminathan, M. S. (2006년 9월). “An Evergreen Revolution”. 《Crop Science》 46 (5): 2293–2303. doi:10.2135/cropsci2006.9999.
- Swaminathan, M. S.; Ikeda, Daisaku (2005년). 《Revolutions to Green the Environment, to Grow the Human Heart: A Dialogue Between M.S. Swaminathan, Leader of the Ever-green Revolution and Daisaku Ikeda, Proponent of the Human Revolution》 (영어). East West Books (Madras). ISBN 978-81-88661-34-3.
- 《Halving Hunger: It Can Be Done》. Swaminathan MS (task force co-coordinator), et al. United Nations Millennium Project Hunger Task Force. 2005년.
- M. S., Swaminthan, 편집. (1998년). 《Gender Dimensions in Biodiversity Management》 (영어). Papers presented at a workshop held at MS Swaminathan Research Foundation in June 1997. Konark Publishers. ISBN 978-81-220-0531-8.
- Swaminathan, M. S. (1997년). “Implementing the benefit-sharing provisions of the Convention on Biological Diversity: Challenges and opportunities”. Plant Genetic Resources Newsletter (No. 112). 19–27쪽. 2021년 11월 26일에 확인함 – ecolex.org 경유.
- M.S., Swaminathan, 편집. (1993년). 《Wheat Revolution—A dialogue.》. Macmillan India.

### 논란
1970년대에 스와미나탄과 그의 연구 팀이 멕시코 품종(소노라 64)의 감마선 조사를 통해 돌연변이 품종의 밀을 생산했다고 주장한 과학 논문은 샤르바티 소노라의 리신 함량이 매우 높다고 주장하여 큰 논란을 일으켰다. 이 사건은 실험실 조수가 저지른 실수라는 주장이 제기되었는데 농업 과학자가 자살하는 사건이 일어나면서 더욱 악화되었다. 이 사건은 인도의 농업 연구에서 체계적인 문제의 일부로 연구의 대상이 되었다.
2018년 11월 25일자 커런트 사이언스 저널에서 '지속 가능한 식품 및 영양 보안을 위한 현대 기술'이라는 제목으로 게재된 논문은 스와미너선을 공동 저자로 선정했다. 이 논문을 K. 비자이 라가반을 포함한 많은 과학 전문가들로부터 비판을 받았다. 인도 정부의 수석 과학 고문인 비자이 라가반은 "심각한 결함이 있고 오류로 가득 차 있다."고 논평했다. 스와미나탄은 문제의 논문에서 자신의 역할이 "극도로 제한적"이며 공동 저자로 지명되지 말았어야 했다고 말하면서 상황을 정리했다.

## 참고 문헌
- Hariharan, G. N.; Kesavan, P. C. (2015년). “Birth and growth of M.S. Swaminathan Research Foundation, Chennai”. 《Current Science》 109 (3): 502–512. JSTOR 24906104.
- Denning, Glenn (2015년). “Fostering international collaboration for food security and sustainable development: a personal perspective of M. S. Swaminathan's vision, impact and legacy for humanity”. 《Current Science》 109 (3): 447–455. JSTOR 24906099.
- Rabbinge, Rudy (2015년). “M. S. Swaminathan: his contributions to science and public policy”. 《Current Science》 109 (3): 439–446. JSTOR 24906098.
- Yadugiri, V. T. (2011년). “M. S. Swaminathan”. 《Current Science》 101 (8): 996–1002. JSTOR 24079264.
- Singh, Kamal (2016년 1월). “M S Swaminathan "Father of Indian Green Revolution". Interview.” (PDF). 3권 30호. 6–17쪽. ISSN 2454-6968.
- Kalyane, V.L. (1992년 7월-9월). “Dr M.S. Swaminathan - Biologist Par Excellence” (PDF). 《Biology Education》: 246–248  – CORE, Open University 경유.
- Kesavan, P. C.; Iyer, R. D. (2014년 12월 25일). “M. S. Swaminathan: a journey from the frontiers of life sciences to the state of a 'Zero Hunger' world”. 《Current Science》 107 (12): 2036–2051.

### 전기문
서적
- Gopalkrishnan, G (2002년). 《M.S. Swaminathan: One Man's Quest for a Hunger-free World》. Education Development Centre. OCLC 643489739.
- Iyer, R. D. (2002년). 《Scientist and Humanist: M.S. Swaminathan》. Bharatiya Vidya Bhavan. ISBN 978-81-7276-260-5.
- — Iyer, R. D., 《An extract from Scientist and Humanist: M. S. Swaminathan.》, harmonyindia.org, 2007년 9월 27일에 원본 문서에서 보존된 문서
- Kesavan, P. C. (2017년). 《M.S. Swaminathan: Legend In Science And Beyond》. World Scientific. ISBN 978-981-320-011-1.
- Parasuraman (2020년 8월 13일). 《Perasiriyar Maa Saa Swaminathan Vazhum Panium》 (학위논문). hdl:10603/294255.
- Erdélyi, András (2002년). 《The Man who Harvests Sunshine: The Modern Gandhi : M.S. Swaminathan》. Tertia. ISBN 978-963-9387-08-9.
- Dil, Anwar S; Swaminathan, Monkombu Sambasivan (2005년). 《Life and work of M. S. Swaminathan toward a hunger-free world》. East West Books (Madras). ISBN 978-81-88661-33-6. OCLC 1068850456.
- Deulgaonkar, Atul (2000년). 《स्वामीनाथन : भूकमुक्तीचा ध्यास》 [Swaminathan : Bhukmukticha Dhyas (Liberator from hunger)]. Sadhana Prakashan. ISBN 9789386273192.

단편 전기문
- Quinn, Kenneth M. (2015년 8월 1일). “M. S. Swaminathan-Scientist, Hunger Fighter, World Food Prize Laureate”. 《Current Science》 109 (3): 417–429. doi:10.18520/cs/v109/i3/417-429 (년 이후로 접속 불가 2022년 7월 31일). 108871418.
- Gopalan, Shanti. 《Scientists of International Repute》. Sura Books. 39–44쪽. ISBN 978-81-7478-628-9.

### 내용주
1. ↑  많은 사람들이 인도 녹색 혁명의 노력으로 인정을 받았다. 당시 인도 식량농업부 장관이었던 치담바람 수브라마니암은 인도 정부로부터 바라트 라트나를 수상했으며 인도 녹색 혁명의 정치적 아버지로 불린다.[3] 딜바그 싱 아트왈은 인도 밀 혁명의 아버지라고 부른다.[4]

### 참조주
1. 1 2 3  Polunin, Nicholas (2013년 11월 5일). 《World Who Is Who and Does What in Environment and Conservation》 (영어). Routledge. 320–321쪽. ISBN 978-1-134-05938-6.
2. 1 2 3  Cabral, Lídia; Pandey, Poonam; Xu, Xiuli (2021년 7월 3일). “Epic narratives of the Green Revolution in Brazil, China, and India”. 《Agriculture and Human Values》 (영어) 39: 249–267. doi:10.1007/s10460-021-10241-x. S2CID 237804269.
3. ↑  Dugger, Celia W. (2000년 11월 10일). “Chidambaram Subramaniam, India's 'Green' Rebel, 90, Dies”. 《The New York Times》 (영어). ISSN 0362-4331. 2021년 12월 3일에 확인함. Chidambaram Subramaniam, the political architect of the green revolution in India...
4. ↑  “'Father of Wheat Revolution' DS Athwal passes away”. 《Hindustan Times》 (영어). 2017년 5월 15일. 2021년 12월 3일에 확인함.
5. 1 2 3  Spaeth, Anthony (1999년 8월 23일-8월 30일). “Asians of the Century: A Tale of Titans. M.S. Swaminathan.”. 《Time 100》 (영어) 154 (7/8). 2001년 1월 25일에 원본 문서에서 보존된 문서.
6. 1 2  “Swaminathan, Moncompu Sambasivan”. 《Ramon Magsaysay Award》 (영어). 1971년. 2021년 11월 25일에 원본 문서에서 보존된 문서. 2021년 11월 25일에 확인함. A cytogeneticist from India who made major advances in breeding sturdier, more productive and better quality plant types
7. ↑  Quinn 2015, 418-420쪽.
8. 1 2  Damodaran, Harish (2015년 8월 13일). “A living legend: Swaminathan@90”. 《The Indian Express》 (영어). 2021년 11월 30일에 확인함.
9. 1 2  Quinn 2015, 417-418쪽.
10. 1 2 3  Worth, Brett. “M.S. Swaminathan (Honorary)”. 《The Hunger Project》 (영어). 2023년 6월 10일에 원본 문서에서 보존된 문서. 2021년 11월 25일에 확인함.
11. ↑  Kesavan & Iyer 2014, 2041-2042쪽.
12. ↑  Gopalkrishnan 2002, 2쪽.
13. ↑  Kesavan & Iyer, 2045쪽.
14. ↑  Mishra, Dheeraj (2020년 12월 27일). “Reality Belies Modi Govt Claims of Implementing Swaminathan Commission's Report”. 《The Wire》 (영어). 2021년 11월 26일에 확인함.
15. ↑  Quinn 2015, 426쪽...'Evergreen Revolution' to mean increasing agricultural productivity in perpetuity without associated ecological harm...
16. 1 2  “M.S. Swaminathan”. 《PRS Legislative Research (PRSIndia)》 (영어). 2021년 11월 30일에 확인함.
17. 1 2  Bedi, Bani (2018년 7월 30일). “The Centre Is Barely Serious About Recognising Women as Farmers”. 《The Wire》 (영어). 2021년 11월 30일에 확인함.
18. ↑  Gopalkrishnan 2002, 14쪽.
19. ↑  Gopalkrishnan 2002, 18-19쪽.
20. 1 2  Gopalkrishnan 2002, 22쪽.
21. ↑  Gopalkrishnan 2002, 9, 11, 12, 13쪽.
22. ↑  Gopalkrishnan 2002, 13쪽.
23. ↑  Yadugiri 2011, 996쪽.
24. ↑  Gopalkrishnan 2002, 24쪽.
25. ↑  Gopalkrishnan 2002, 25-26쪽.
26. ↑  Gopalkrishnan 2002, 25쪽.
27. ↑  Gopalkrishnan 2002, 26쪽.
28. ↑  Gopalkrishnan 2002, 28-29쪽.
29. 1 2  Gopalkrishnan 2002, 30-31쪽.
30. ↑  Gopalkrishnan 2002, 31쪽.
31. ↑  Gopalkrishnan 2002, 33-34쪽.
32. ↑  Gopalkrishnan 2002, 33쪽.
33. ↑  Gopalkrishnan 2002, 34-35쪽.
34. 1 2  Gopalkrishnan 2002, 35쪽.
35. ↑  Gopalkrishnan 2002, 36-37쪽.
36. 1 2  Gopalkrishnan 2002, 38쪽.
37. ↑  Gopalkrishnan 2002, 39쪽.
38. ↑  Gopalkrishnan 2002, 40쪽.
39. ↑  “Prime Minister to Release Stamp on "Wheat Revolution".” (PDF). 《Press Information Bureau, Government of India》. 1968년 7월 12일. 2021년 12월 2일에 확인함.
40. 1 2  Gopalkrishnan 2002, 41-42쪽.
41. ↑  Yadugiri 2011, 997쪽.
42. ↑  Gopalkrishnan 2002, 42-43쪽.
43. ↑  Gopalkrishnan 2002, 43-44쪽.
44. 1 2 3 4  Gopalkrishnan 2002, 44쪽.
45. ↑  Gopalkrishnan 2002, 44-45쪽.
46. ↑  Gopalkrishnan 2002, 45쪽.
47. 1 2 3  Gopalkrishnan 2002, 47쪽.
48. ↑  Singh, Akancha (2021년 10월 18일). “Global Hunger Index: The labyrinth of India's eternal tryst with hunger and malnutrition”. 《Down to Earth》 (영어). 2021년 11월 22일에 확인함.
49. ↑  Singh, Joginder (2016년 10월 3일). “India is self-sufficient, but millions go hungry”. 《The Pioneer》 (영어). 2021년 11월 10일에 확인함.
50. 1 2  Biotech Express & January 2016, 8쪽.
51. ↑  Gopalkrishnan 2002, 52쪽.
52. 1 2 3  Gopalkrishnan 2002, 53쪽.
53. 1 2  Gopalkrishnan 2002, 52-53쪽.
54. ↑  Gopalkrishnan 2002, 54쪽.
55. 1 2  Gopalkrishnan 2002, 55쪽.
56. ↑  Gopalkrishnan 2002, 75쪽.
57. ↑  Gopalkrishnan 2002, 57쪽.
58. ↑  Gopalkrishnan 2002, 56-57쪽.
59. ↑  Gopalkrishnan 2002, 121-122쪽.
60. ↑  Quinn 2015, 423쪽.
61. ↑  Iyer, Scientist and Humanist: M. S. Swaminathan (2002).
62. ↑  Quinn 2015, 427쪽.
63. ↑  Kesavan & Iyer 2014, 2045-2046쪽.
64. ↑  Soni, N. K. (2010년). 《Fundamentals Of Botany》. Tata McGraw-Hill Education. 375쪽. ISBN 978-1-259-08349-5.
65. ↑  Jain, Ajit (2010년 9월 14일). “Canada varsity honours Green Revolution pioneer”. 《Rediff》 (영어). 2021년 11월 28일에 확인함.
66. ↑  Alberts, Bruce (2005년 7월 25일). “The M. S. Swaminathan I know” (PDF). 《Current Science》 89 (2): 310–311.
67. ↑  Gopalkrishnan 2002, 114쪽.
68. ↑  National Commission on Farmers, Ministry of Agriculture, Govt. of India “Archived copy” (PDF). 2007년 6월 30일에 원본 문서 (PDF)에서 보존된 문서. 2007년 2월 28일에 확인함.
69. ↑  “Swaminathan, Vatsyayan nominated to Rajya Sabha”. 《The Hindu》. 2007년 4월 11일. 2008년 9월 24일에 원본 문서에서 보존된 문서.
70. ↑  Jiwani, Subuhi (2012년 5월 11일). 《The Women Farmers' Entitlements Bill, 2011》. 《People's Archive of Rural India (PARI)》. 2021년 11월 30일에 확인함.
71. ↑  Gopalkrishnan 2002, 110쪽.
72. ↑  Foundation, M. S. Swaminathan Research (2004년). “National Alliance for Mission 2007 : Every Village a Knowledge Centre; Mobilising the power of partnership”. hdl:10625/33827.
73. ↑  “Leadership Council.”. 《Compact2025》. International Food Policy Research Institute. 2016년 1월 5일에 원본 문서에서 보존된 문서. Leadership Council members (as of November 2015).
74. ↑  Gopalkrishnan 2002, 84쪽.
75. ↑  Gopalkrishnan 2002, 84, 86쪽.
76. ↑  Gopalkrishnan 2002, 89쪽.
77. ↑  Yadugiri 2011, 1002쪽.
78. ↑  Ramakrishnan, T. (2023년 9월 28일). “M.S. Swaminathan, eminent agricultural scientist, passes away”. 《The Hindu》 (영어). ISSN 0971-751X. 2023년 9월 28일에 확인함.
79. 1 2 3 4  “1987 General Foods World Food Prize. Dr. M. S. Swaminathan.” (PDF). 《worldfoodprize.org》 (영어). 1987년.
80. 1 2 3 4  Rabbinge, Rudy (2018년 2월 10일). “Book Review- M. S. Swaminathan: Legend in Science and Beyond. P. C. Kesavan. World Scientific.”. 《Current Science》 (영어) 114 (3): 686–689. doi:10.18520/cs/v114/i03/686-687.
81. 1 2 3 4  Kesavan & Iyer 2014, 2039쪽.
82. 1 2 3 4  Kesavan & Iyer 2014, 2041쪽.
83. 1 2  Kesavan & Iyer 2014, 2036쪽.
84. 1 2 3  Rabbinge 2015, 440쪽.
85. ↑  Gopalkrishnan 2002, 51-52쪽.
86. ↑  Kesavan & Iyer 2014, 2042쪽.
87. 1 2 3 4  Biotech Express (2016), 9쪽.
88. ↑  Gopalkrishnan 2002, 124쪽.
89. ↑  Gopalkrishnan 2002, 125쪽.
90. ↑  Gopalkrishnan 2002, 95쪽.
91. ↑  Gopalkrishnan 2002, 122쪽.
92. ↑  Gopalkrishnan 2002, 126쪽.
93. ↑  Gopalkrishnan 2002, 127쪽.
94. ↑  Quinn 2015, 417쪽.
95. ↑  Biotech Express (2016), 8쪽.
96. 1 2 3 4  “Prof. Monkombu Sambasivan Swaminathan”. 《National Academy of Agricultural Sciences, India》 (영어). 2021년 11월 26일에 원본 문서에서 보존된 문서. 2021년 11월 26일에 확인함.
97. ↑  Biotech Express (2016), 8-9쪽.
98. ↑  “Dr. M.S. Swaminathan Award for Leadership in Agriculture”. 《Indian Council of Agricultural Research, Ministry of Agriculture and Farmers Welfare》 (영어). 2021년 11월 30일에 원본 문서에서 보존된 문서.
99. 1 2  Gopalkrishnan 2002, 1-2쪽.
100. ↑  Gopalkrishnan 2002, 39-40쪽.
101. ↑  Gopalkrishnan 2002, 81쪽.
102. ↑  “Professor M S Swaminathan is new Honorary Fellow”. 《Fitzwilliam College, Cambridge》 (영어). 2014년 11월 28일. 2021년 12월 1일에 원본 문서에서 보존된 문서. 2021년 12월 1일에 확인함.
103. ↑  Biotech Express (2016), 12쪽.
104. ↑  Kalyane, V. L.; Kalyane, S. V. (1994년). “Scientometric portrait of M. S. Swaminathan”. 《Library Science》 31 (1): 31–46.
105. ↑  Kohn, Alexander (1997년). 《False Prophets》. Barnes & Noble Books. ISBN 978-0-7607-0407-3.
106. ↑  Hanlon, Joseph (1974년 11월 7일). “Top food scientist published false data”. 《New Scientist》 64 (922): 436–437  – Google Books 경유.[깨진 링크(과거 내용 찾기)]
107. ↑  Anderson, Robert S. (1983년). “Cultivating Science as Cultural Policy: A Contrast of Agricultural and Nuclear Science in India”. 《Pacific Affairs》 56 (1): 38–50. doi:10.2307/2758769. JSTOR 2758769.
108. ↑  Borlaug, Norman E.; Anderson, R. Glenn (1975년 1월 30일). Joseph Hanlon. “Letters. Defence of Swaminathan.”. 《New Scientist》 65 (934): 280–281  – Google Books 경유.[깨진 링크(과거 내용 찾기)]
109. ↑  Silow, R. A.; Kumar, Anand (1975년 2월 6일). “Letters. Swaminathan controversy.”. 《New Scientist》 65 (935): 339  – Google Books 경유.[깨진 링크(과거 내용 찾기)]
110. ↑  Seshachar, B. R.; Fischer, D. A. V. (1974년 12월 26일). “Letters. Swaminathan controversy.”. 《New Scientist》 64 (929): 948  – Google Books 경유.[깨진 링크(과거 내용 찾기)]
111. ↑  Raina, Rajeswari Sarala (1999년 12월). “Professionalization and evaluation: The case of Indian agricultural research”. 《Knowledge, Technology & Policy》 11 (4): 69–96. doi:10.1007/s12130-999-1004-6.
112. 1 2 3  Vembu, Venky (2018년 12월 24일). “Storm in a scientific teacup”. 《The Hindu Business Line》 (영어). 2021년 11월 30일에 확인함.
113. ↑  Ramesh, Sandhya (2018년 12월 19일). “How MS Swaminathan, father of India's Green Revolution, got GM crops 'all wrong'”. 《The Print》 (미국 영어). 2021년 11월 30일에 확인함.
114. ↑  Nandi, Jayashree (2018년 12월 21일). “Prof MS Swaminathan distances himself from his anti-GM write-up”. 《Hindustan Times》 (영어). 2021년 11월 30일에 확인함.
115. ↑  Ramesh, Sandhya (2018년 12월 20일). “Shouldn't have been named author of anti-GM paper: MS Swaminathan”. 《ThePrint》 (미국 영어). 2021년 11월 30일에 확인함.